# Musée de Villèle
Pour les articles homonymes, voir Villèle.
Le musée historique de Villèle est l'un des principaux musées de l'île de La Réunion, département d'outre-mer français dans l'océan Indien. Situé dans les hauteurs de Saint-Paul en un lieu-dit appelé Villèle, il est établi dans l'ancienne habitation Desbassayns, vaste plantation coloniale où vécut Madame Desbassayns (1755-1846), grande propriétaire terrienne et esclavagiste de l'histoire de l'île à l'époque où elle s'appelait encore Bourbon et était une colonie française.
Les collections de cet établissement, géré par le département de La Réunion, comprennent le mobilier ainsi que de nombreux objets du quotidien d'autrefois. La visite inclut les bâtiments annexes, répartis dans un domaine de plus de dix hectares, le domaine de Villèle, classé aux Monuments historiques depuis décembre 2019. Ceci comprend une chapelle domestique dite chapelle Pointue, l'ancien hôpital d'esclaves, l'ancienne cuisine et les vestiges de l'usine sucrière.

## Histoire

### L'habitation Desbassayns
L'histoire de l'habitation commence en 1770, avec le mariage du blanc créole Henri-Paulin Panon Desbassayns avec la riche héritière locale Ombline Gonneau (Madame Desbassayns). Les nombreux terrains dont chacun a hérité forment un ensemble d'une superficie de 190 hectares, répartis sur différents sites à Saint-Paul, Saint-Leu, Saint-Gilles et à la Grande Ravine. Le couple possède alors 80 esclaves, pour lesquels s'applique un Code noir spécifique à l'île Bourbon à partir de 1723.
En 1797, trois ans avant le décès d'Henri-Paulin, la propriété Desbassayns porte sur environ 750 ha, où travaillent 417 esclaves, ce qui en fait la plus vaste de l’île. Dans la première moitié du XIXe siècle, Madame Desbassayns et son fils Charles modernisent et industrialisent la plantation, qui compte 462 esclaves en 1829.
L'abolition de l'esclavage en 1848, puis la crise que connaît le sucre de canne à la fin du XIXe siècle, entraîne le déclin de la plantation. La propriété est finalement cédée en 1960 au Crédit foncier colonial, tandis que les derniers descendants gardent la jouissance de la maison familiale. En 1973, ces derniers quittent La Réunion pour la Métropole.

### Création du musée
Afin de sauvegarder les témoignages architecturaux d’une propriété coloniale, le conseil général de La Réunion rachète une partie du domaine au Crédit foncier colonial en 1973. Le musée historique de Villèle y est créé en 1974, et inauguré en 1976. C'est le premier musée créé après la départementalisation de l'île en 1946.
À compter des années 2000, le musée entre dans une longue période de travaux afin d'assurer la conservation, la sécurité du bâtiment et de réduire les actes de vandalisme. Des bénévoles de l'association Chantiers Histoire et Architecture Médiévale participent à ces travaux.
Une signalétique améliorant l'itinéraire des visiteurs est mise en place par la même occasion, et cette dernière concerne aussi l'ancienne usine sucrière que l'on trouve sur le site.
Depuis mai 2008, Jean Barbier est le conservateur du musée.
En 2020, un important projet de rénovation est prévu par le conseil départemental de La Réunion : le musée deviendra le « musée de Villèle, histoire de l'habitation et de l'esclavage », centré sur l'esclavage à Bourbon,.

## Éléments de l'ancienne habitation agricole coloniale
L'habitation agricole comprend plusieurs bâtiments et espaces.

### La maison des maîtres
Le grand planteur esclavagiste Henri Paulin Panon Desbassayns, mari de Madame Desbassayns, voulait une maison « convenable » qui protège sa nombreuse famille des risques d'incendies ainsi que des vents cycloniques auxquels les édifices en bois offraient souvent peu de résistance. C'est ce qui explique la présence d'un étage, le grand nombre de pièces et les 82 cm d'épaisseur de certains murs.
La demeure, construite en 1788, est dite de type « malabar » par son style (terme qui trouve son origine en Inde), mais également par sa technique constructive (varangues superposées soutenues par 4 colonnes et toit-terrasse (en argamasse). Elle est la copie conforme de la maison construite dix ans plus tôt sur la Chaussée Royale à Saint-Paul, actuellement connue comme l'école franco-chinoise, laquelle s'inspirait de celle du gouverneur de Pondichéry. Elle a été construite avec l'aide de trois ouvriers indiens venus de la côte malabar. Diverses annexes, construites en bois, se distribuent pêle-mêle à l'arrière de la grande case (dont la cuisine des maîtres). Seule la maison de maître et l'usine sont en maçonnerie.

Architecture extérieure
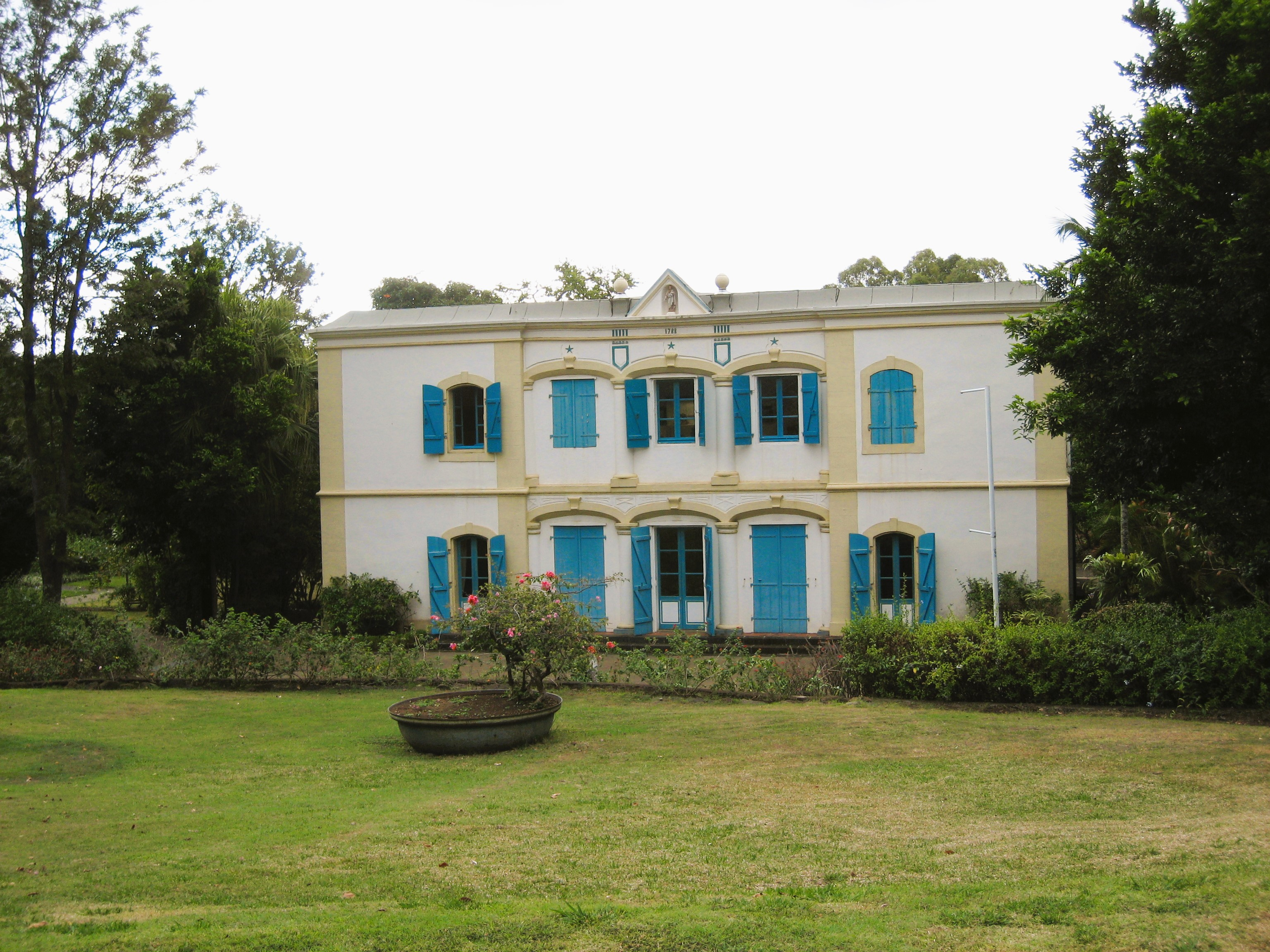
Façade est de la maison des maîtres.
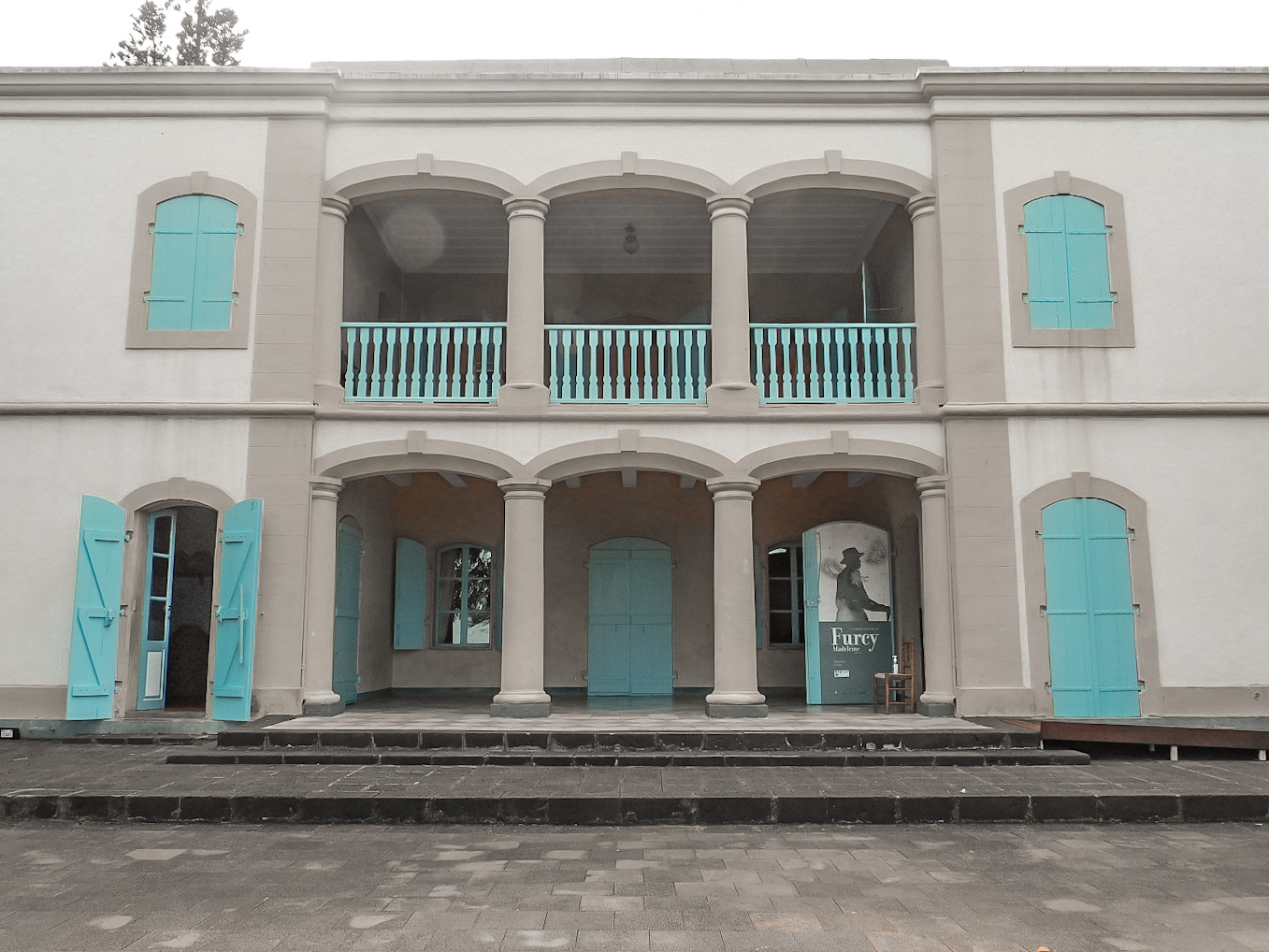
Façade ouest avec les Varangues superposées.

### L'hôpital des esclaves
Dans le domaine, il y avait un hôpital aménagé pour les esclaves selon l'obligation en vigueur de construction d'une telle structure en fonction du nombre d'esclaves. En effet, depuis l'ordonnance royale du 15 octobre 1786, toute habitation de plus de vingt esclaves devait posséder une case servant d’hôpital. Il s'agit d'un bâtiment en pierre de taille modeste, qui comporte trois petites salles aveugles au rez-de-chaussée dont deux qui communiquent entre elles et deux espaces à l’étage sous le toit à deux pans.
Cet abri, au XIXe siècle, permettait de lutter contre le développement des maladies. Même s'ils étaient malades, les esclaves devaient réaliser des travaux, notamment la fabrication des sacs en toile de jute pour le transport du sucre.
Dans le testament de Madame Desbassayns, la valeur de Véronique, l'esclave infirmière de l'hôpital âgée de 71 ans, est estimée à 500 francs (quasiment à la même valeur que celle d'un bœuf de Madagascar).

Actuellement, dans l'une des pièces, a été créé un mémorial pour les esclaves de la propriété, cafres, malgaches, indiens et créoles.

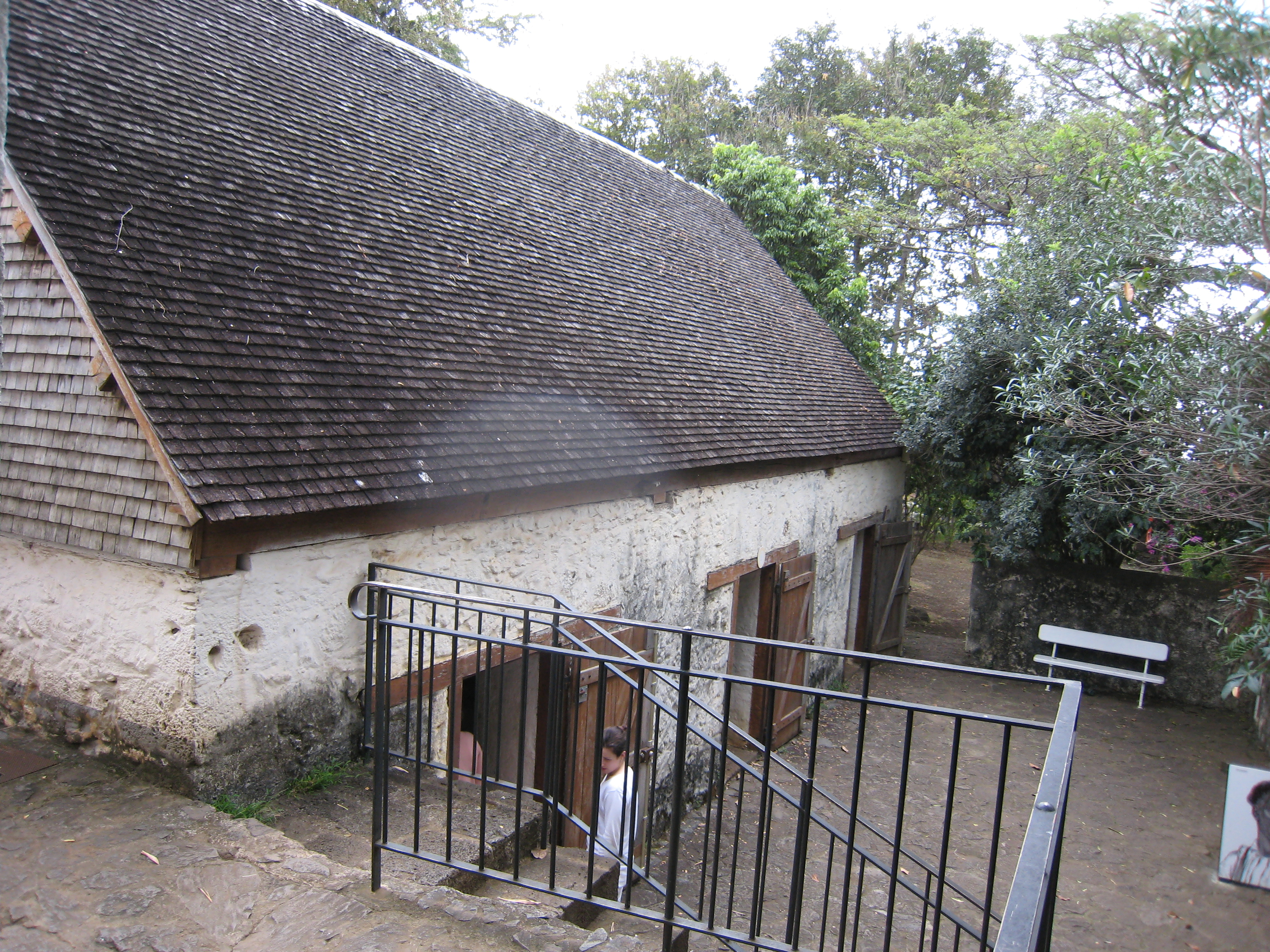
L'hôpital des esclaves, lieu d'exposition et mémorial.

### L'usine sucrière
Près du parc, les ruines de l'usine à sucre qui a fonctionné de 1825 à 1920, rappellent la fonction du domaine.
À son époque, le domaine de Villèle possédait l'usine la plus moderne de l'ouest qui lui permettait de produire du sucre et de l'exporter. Le domaine fut choisi par le conseil municipal de la Réunion en mars 1831 comme usine modèle sucrière, pour des critères économiques et une situation géographique favorable : au milieu de la zone sucrière de l'ouest avec une accessibilité directe par la route. L'usine est transformée en 1832 par l'ingénieur Joseph Martial Wetzell.

Un siècle plus tard, le cyclone de 1932 l'a partiellement détruite.

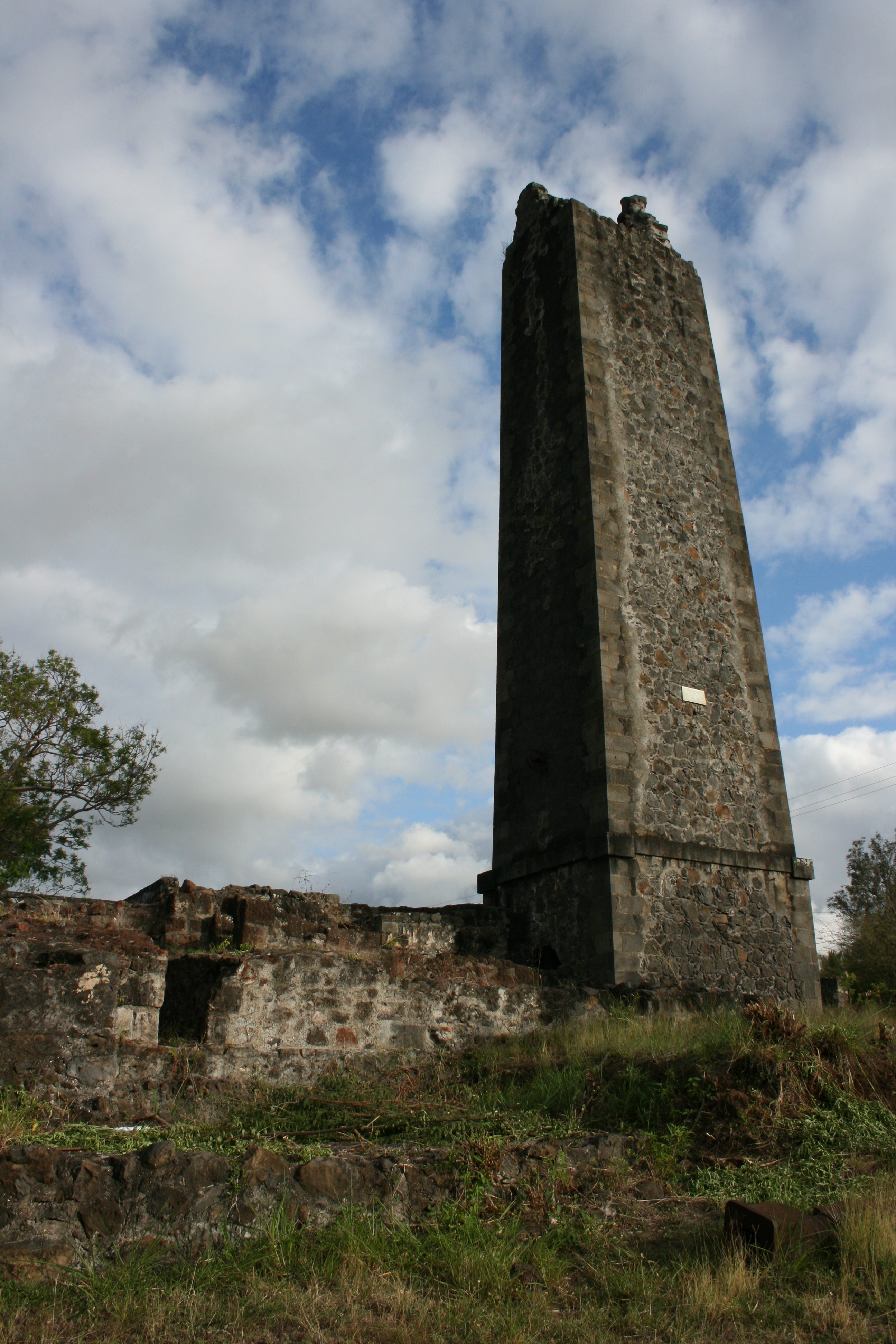
Vue d'une cheminée d'usine en ruines sur le domaine de Villèle.
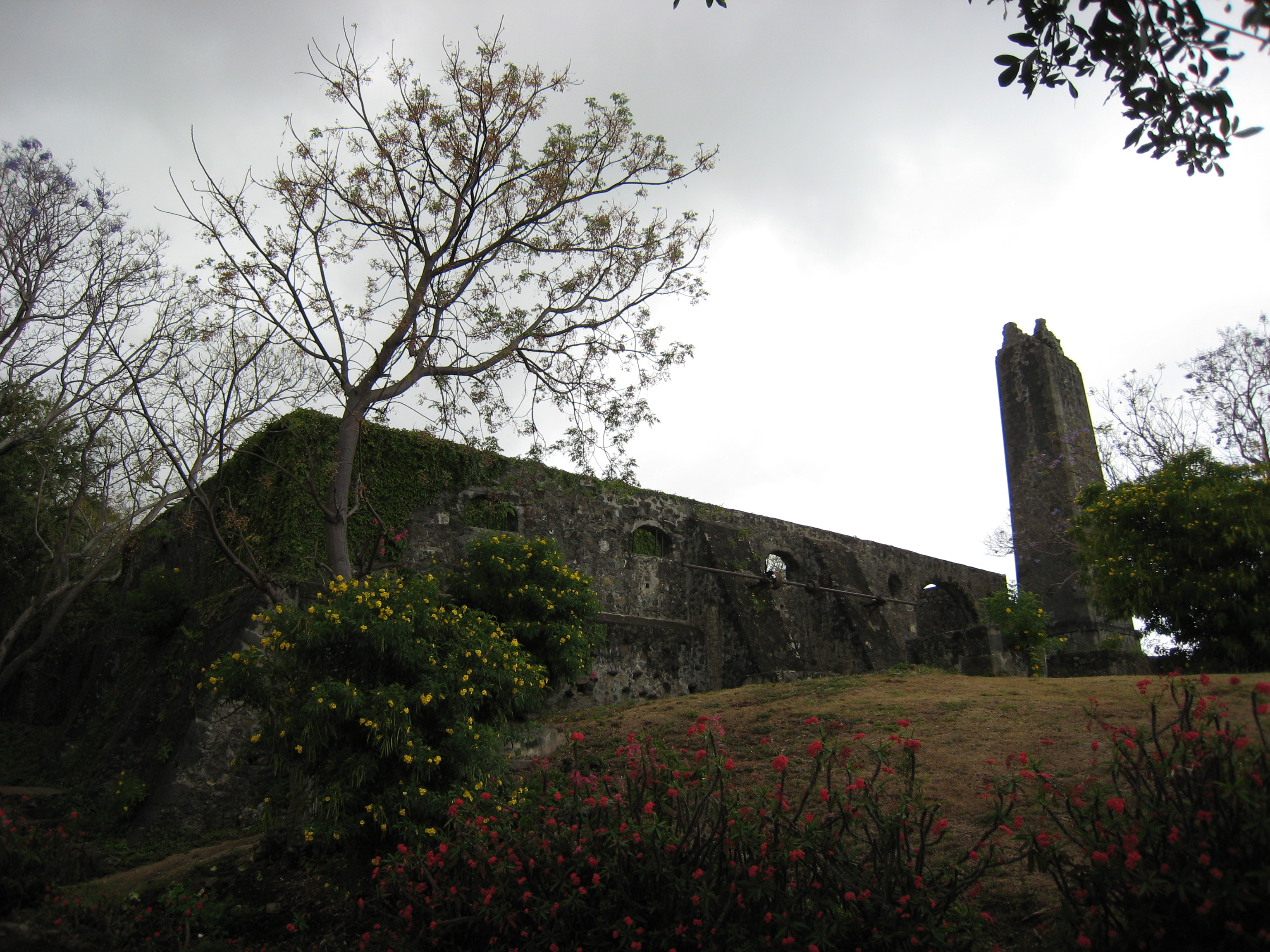
Ruines de l'usine sucrière.

### La chapelle pointue

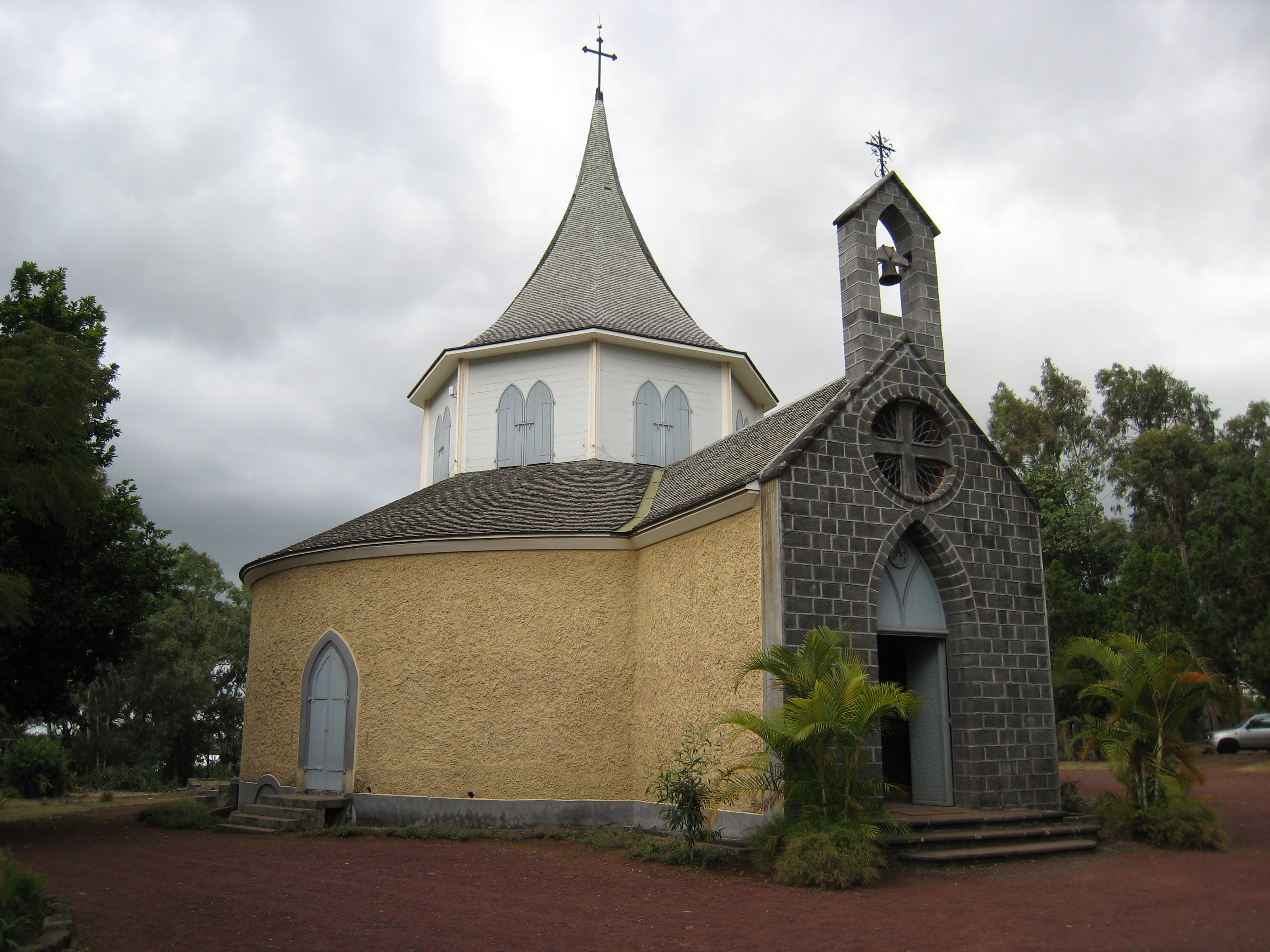
La chapelle Pointue.

La chapelle Pointue fait également partie du domaine, elle domine à l'est. Elle a été construite avant la mort de Madame Desbassayns, entre 1841 et 1843. Celle-ci crée, par donation testamentaire, une fondation en faveur de la chapelle de Saint-Gilles « pour les esclaves et les pauvres habitants des habitants environs ». Son but est de favoriser l'évangélisation des esclaves, afin de se préserver des révoltes. Elle est dédiée à la Vierge et à Sainte Ombeline, patronne de sa commanditaire.
Offrant une architecture très originale, en forme de rotonde, elle est classée au titre des monuments historiques en 1970. Madame Desbassayns y est enterrée.

### Le jardin
Dans le jardin du domaine, deux sculptures en lien avec l'esclavage ont été installées :
- Bann marronér, réalisée en bronze par Nathalie Maillot et Nelson Boyer. Cette œuvre rend hommage aux esclaves marrons. En effet, les hauteurs de l’île sont connues pour être les terres de marronnage[15].
- Une sculpture en basalte de Madame Desbassayns, lisant le Code noir de 1723, réalisée en 2006 par Marco Ah-Kiem.

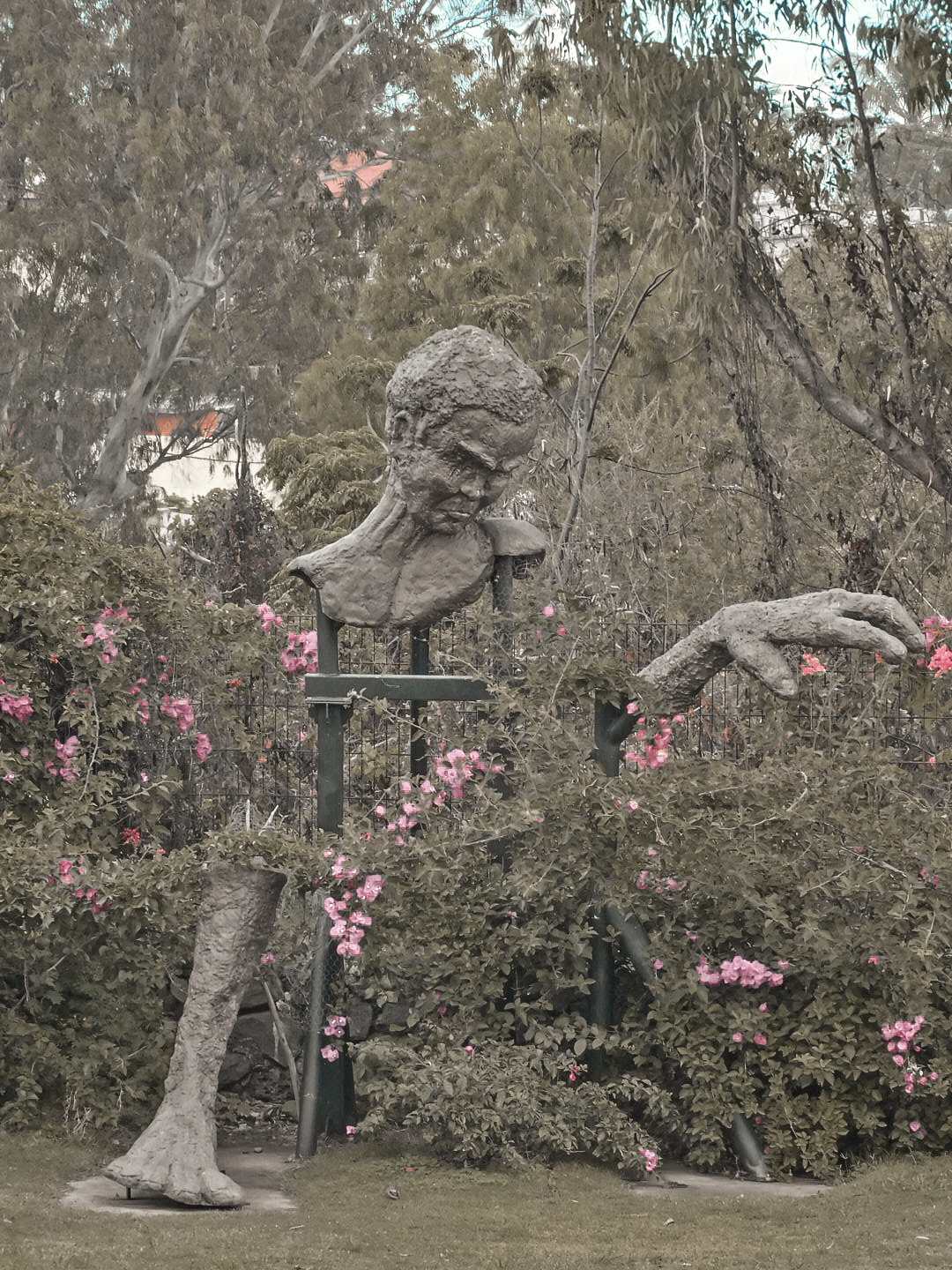
Sculpture Bann marronér, qui rend hommage au marronnage.
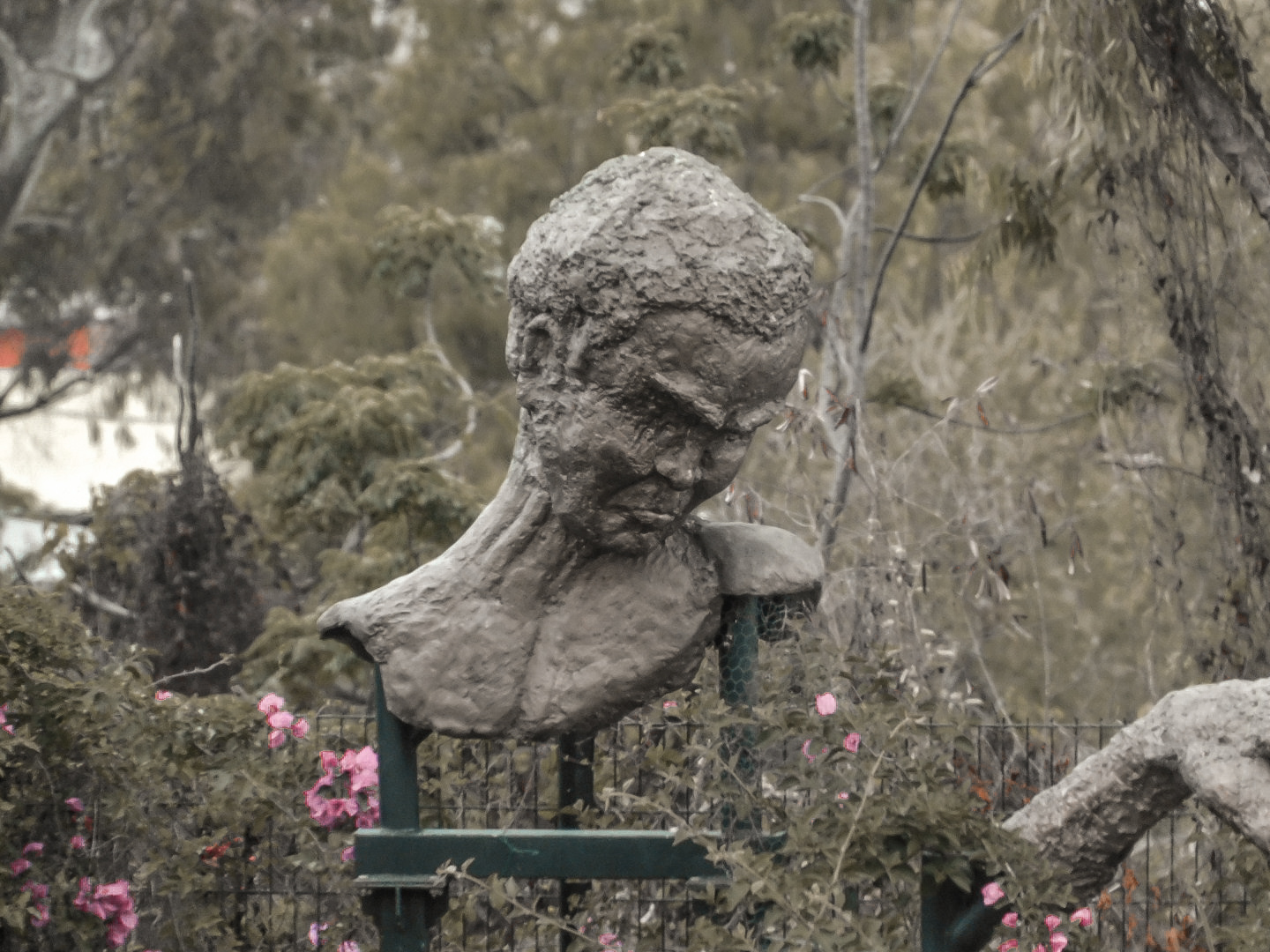
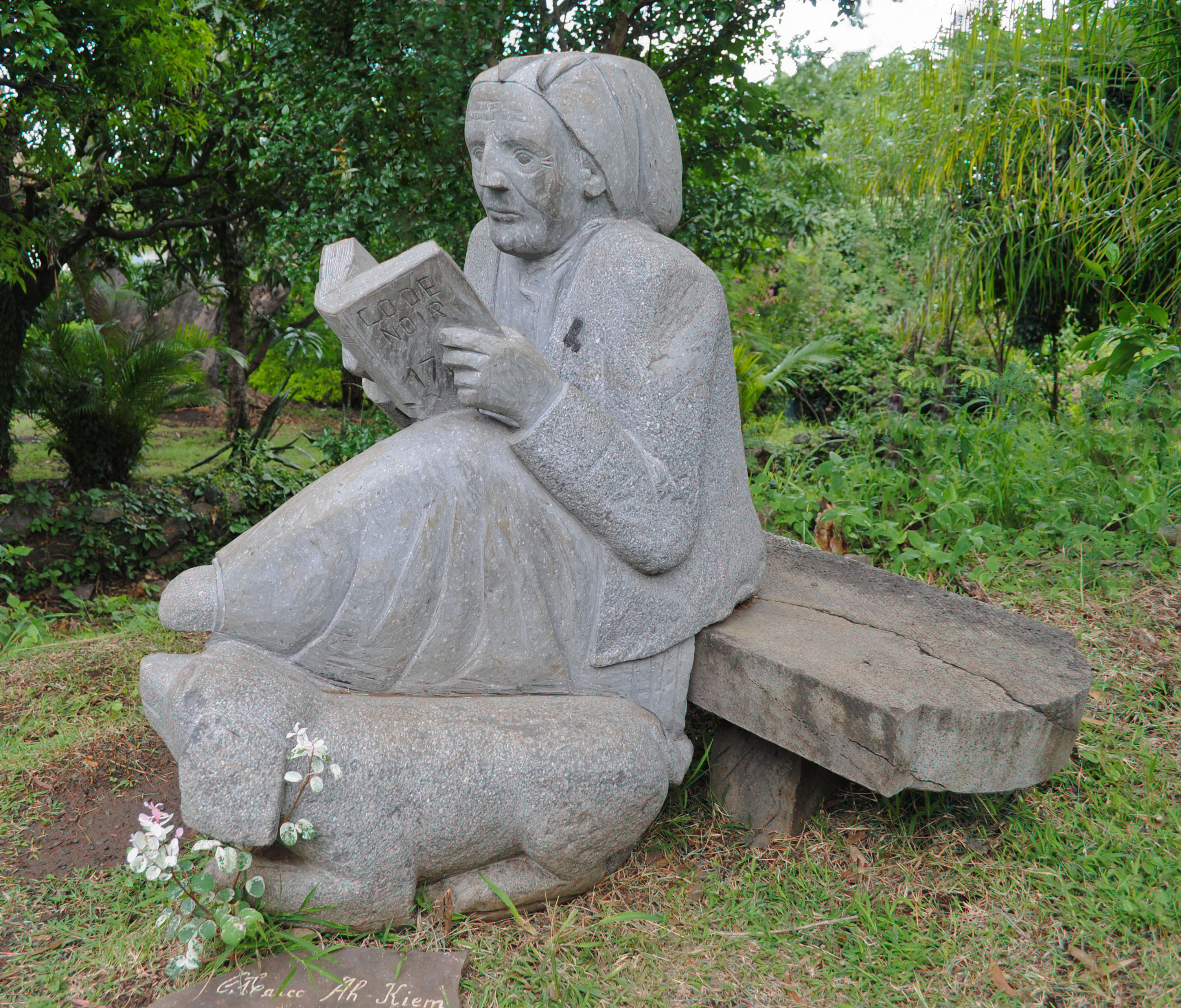
Sculpture de Madame Desbassayns lisant le Code noir de 1723.

## Collections

### Collections permanentes
La visite guidée de la maison de maître montre le mode de vie de grands propriétaires fonciers emblématiques de l'histoire de La Réunion aux XVIIIe et XIXe siècles : objets décoratifs et mobilier d'époque précieux sont disposés dans sept pièces du rez-de-chaussée.

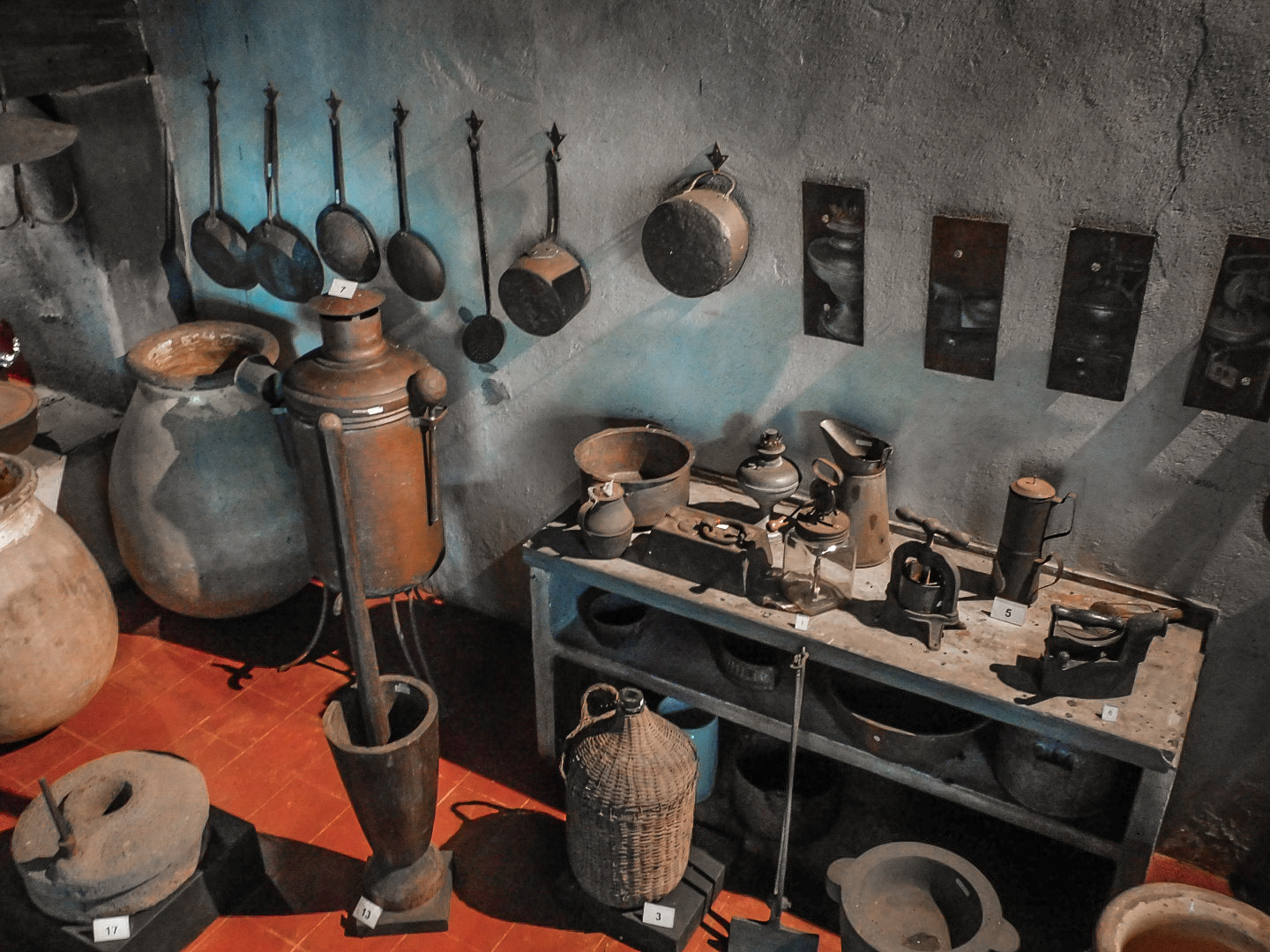
L'ancienne cuisine.
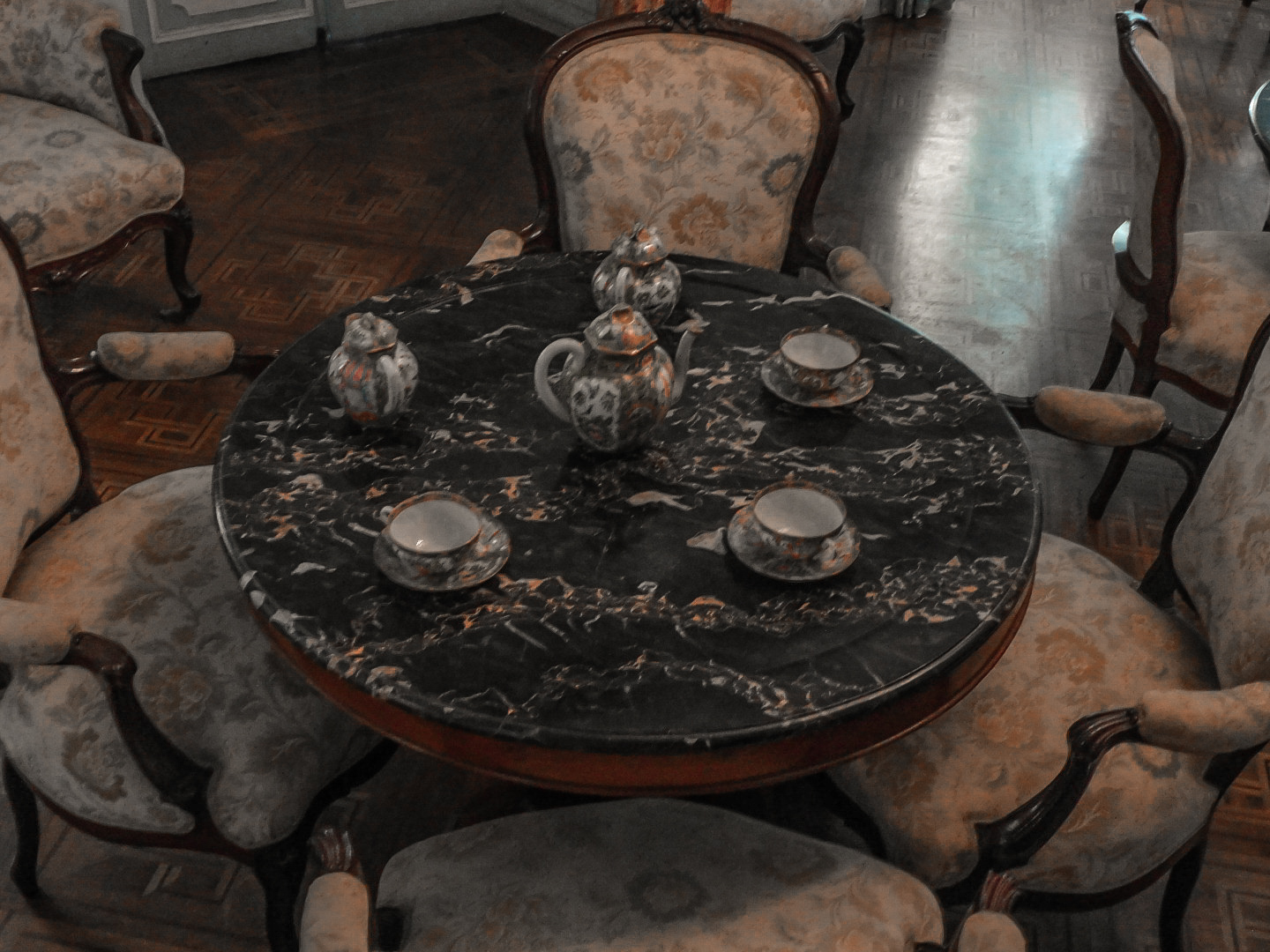
Le salon dans lequel madame Desbassayns recevait ses invités.
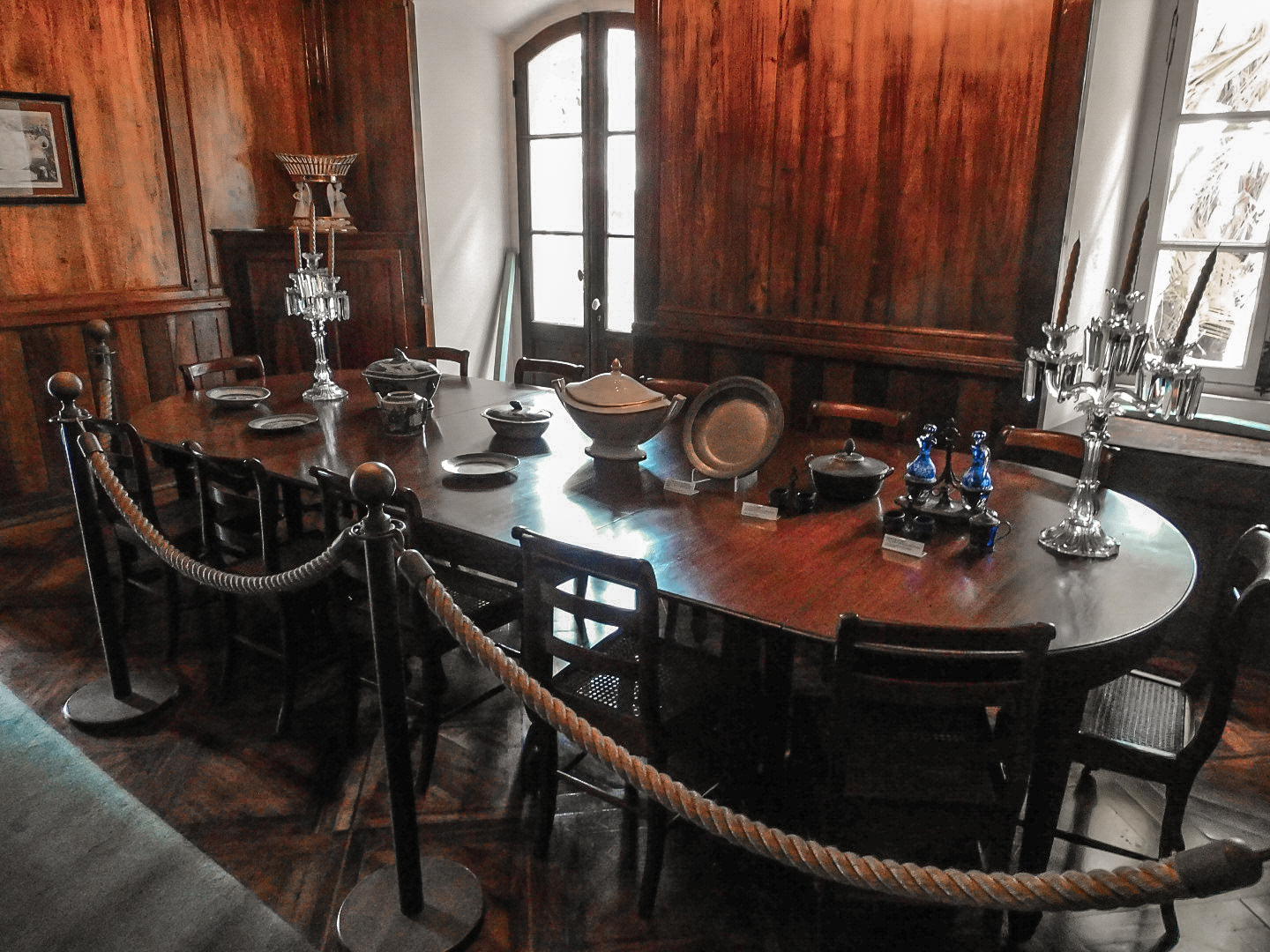
La salle à manger.
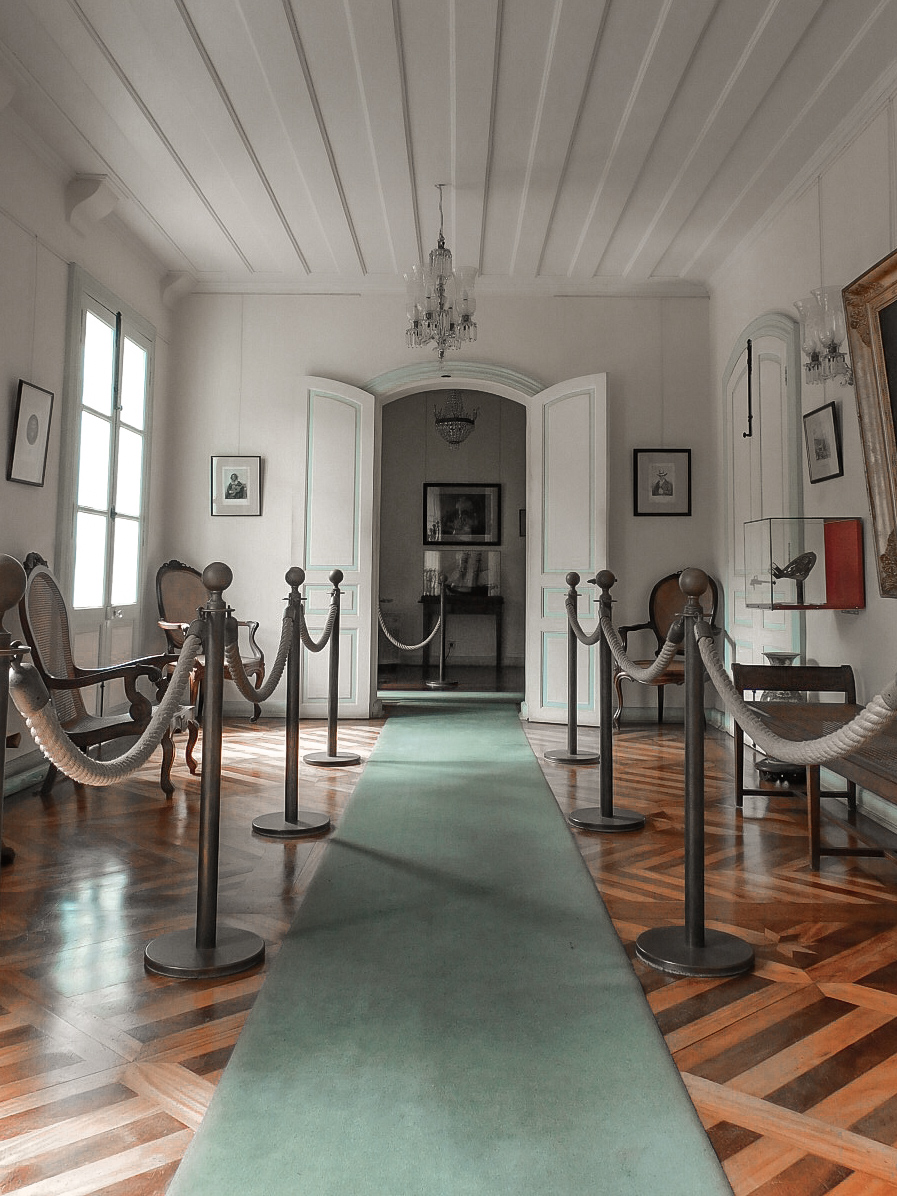
Le parquet en bois rares.

Les visiteurs peuvent également découvrir des objets évoquant l'esclavage.

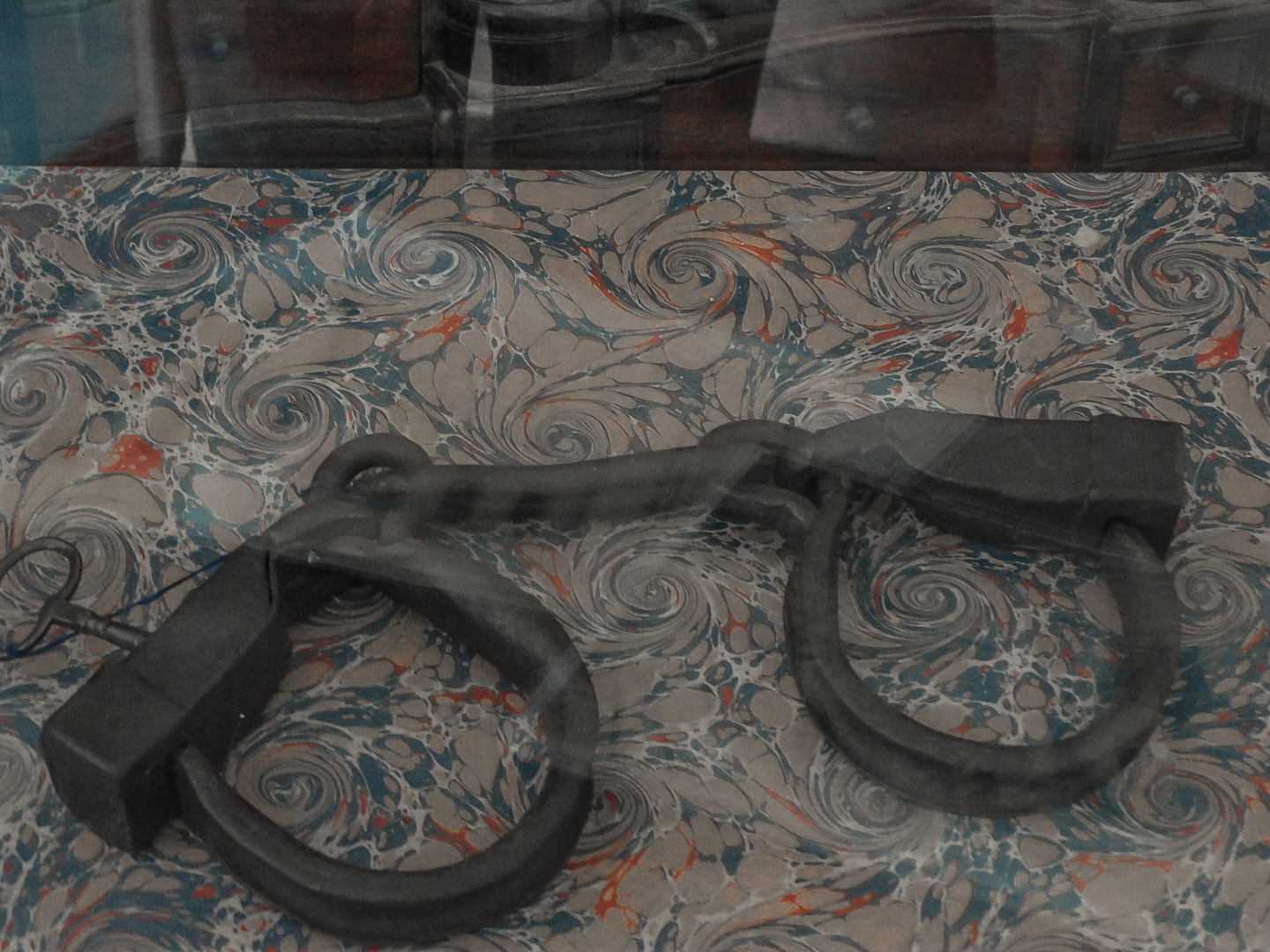
Menottes d'esclave.

Enfin, tout comme le musée Léon-Dierx à Saint-Denis, l'établissement collectionne les objets relatifs à Paul et Virginie, le roman de Jacques-Henri Bernardin de Saint-Pierre paru en 1788. Il conserve par exemple le tableau d'Henri Frédéric Schopin intitulé Paul et Virginie dans la forêt, réalisé en 1841.

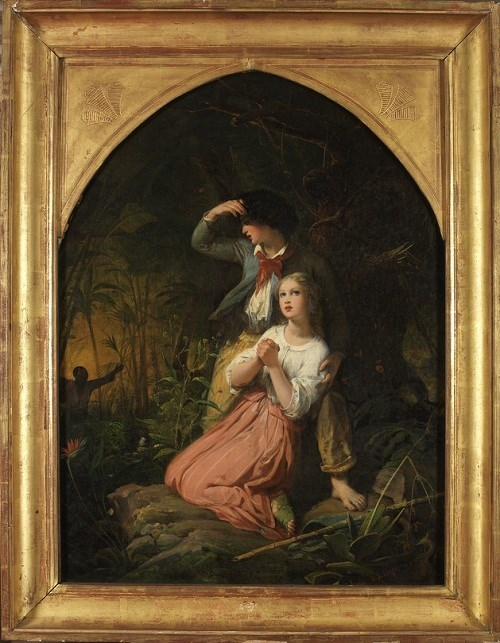
Paul et Virginie dans la forêt, par Henri Frédéric Schopin.

### Expositions temporaires
Les collections, en réalité bien plus riches, permettent de proposer des expositions temporaires à l'étage.
Les dernières expositions proposées :
- Galerie de portraits, (20 décembre 2018 - 18 août 2019), exposition des travaux des collégiens de La Réunion scénographiée par Lionel Lauret
- L'étrange histoire de Furcy Madeleine (10 décembre 2019-décembre 2020), label « exposition d’intérêt national »[2],[17]
- L'esclavage à Bourbon (20 décembre 2020 - 28 mars 2021), Archives départementales de La Réunion[18].

### Accès en ligne
Les collections du musée sont en cours de numérisation pour les rendre facilement accessibles au plus grand nombre, avec une consultation en ligne sur le site du musée.
Une partie des collections est également accessible en ligne sur le projet de l'Iconothèque historique de l'océan Indien.
Le musée développe également  un portail multimédia intitulé Société de plantation, histoire & mémoire de l'esclavage à La Réunion, dont la vocation est celle d'être un outil de référence des connaissances historiques sur ces sujets.

## Accueil des publics
La fréquentation annuelle du musée tourne autour de 40 000 visiteurs. En 2019, 47 843 visiteurs se sont présentés. Toutefois, la fréquentation du musée pour l'année 2020 s'élève à seulement 21 964 visiteurs en raison de la COVID-19.
Le premier dimanche du mois la visite du musée est gratuite et durant l'année ont lieu les musicales de Villèle, des concerts dans la chapelle Pointue organisés par l'association Le Cercle des Muséophiles de Villèle. En outre, le musée participe à différentes actions culturelles à l'échelle locale et nationale : la nuit européenne des musées, la fèt kaf du 20 décembre.
Il est également possible de privatiser le site, ainsi que les jardins. 